# ОШ „Радоје Домановић” Параћин
ОШ „Радоје Домановић” у Параћину је једна од установа основног образовања на територији општине Параћин.
Основна школа је почела са радом 1950. године. Године 1956. школа је имала око 2000 ученика, и радила је у три смене. Исте године школа добија име нашег познатог сатиричара Радоја Домановића.
Данас, зграда школе у Параћину је модерно опремљена са 14 учионица и 6 кабинета, зборницом, медијатеком, свечаном салом, салом за физичко и великм двориштем са теренима за фудбал, кошарку и друге активности. Настава за 560 ученика се изводи у матичној школи од 1. до 8. разреда - од којих 13 одељења старијих и 12 одељења млађих разреда.
Осим редовне наставе, радом и активностима у оквиру секција и додатне наставе се афирмишу и негују способности и таленти ученика, усмеравајући њихова интересовања. Из наше школе су до сада изашле многе генерације које су данас научни и културни радници, инжењери, спортисти и стручњаци у својим областима.

## Подручно одељење у Доњем Видову
Основна школа у Доњем Видову је отворена 1847. године и најстарија је сеоска школа. Придружена је матичној школи 1975. године. Школа има четири учионице, плус обданиште, опремљен техничко-информатички кабинет, библиотеку, зборницу, салу за физичко, сређену кухињу и пространо двориште са летњом учионицом и теренима за фудбал, кошарку и одбојку са расветом, тако да се може користити и у вечерњим часовима.

## Подручно одељење Стрижа
Основна школа у Стрижи придружена је матичној школи 1958. године. Зграда школе има само две учионице, тако да не постоји могућност да се настава неометано одржава истовремено у више од два разреда, а због близине града и малог броја ученика није исплативо градити нову зграду. Зато ученици из Стриже од 5. до 8. разреда иду у матичну школу, за шта имају организован аутобуски превоз.